# اوکراین در مسابقه آواز یوروویژن
اوکراین تاکنون پانزده بار در مسابقه آواز یوروویژن شرکت کرده‌است که اولین بارش در سال ۲۰۰۳ بود. اوکراین تاکنون دوبار برنده این مسابقات شده‌است. سال ۲۰۰۴ با ترانه رقص‌های وحشی از روسلانا و ۲۰۱۶ با ترانه ۱۹۴۴ (ترانه) از جامالا که این اولین بار بود یک کشور از شرق اروپا دوبار برنده یوروویژن می‌شود. به دلیل برنده شدن، سال‌های بعدش (۲۰۰۵ و ۲۰۱۷) اوکراین میزبان مسابقات بود.

## خلاصه
راهنما
| سال                       | هنرمند              | زبان                       | عنوان                                 | فینال               | امتیاز              | نیمه‌نهایی            | امتیاز               |
| ------------------------- | ------------------- | -------------------------- | ------------------------------------- | ------------------- | ------------------- | -------------------- | -------------------- |
| مسابقه آواز یوروویژن ۲۰۰۳ | اولکساندر پونوماریف | زبان انگلیسی               | "Hasta la Vista"                      | ۱۴                  | ۳۰                  | No semi-finals       | No semi-finals       |
| مسابقه آواز یوروویژن ۲۰۰۴ | روسلانا             | انگلیسی، زبان اوکراینی     | "رقص‌های وحشی"                         | ۱                   | ۲۸۰                 | ۲                    | ۲۵۶                  |
| مسابقه آواز یوروویژن ۲۰۰۵ | GreenJolly          | اوکراینی، انگلیسی          | "Razom nas bahato" (Разом нас багато) | ۱۹                  | ۳۰                  | Host country         | Host country         |
| مسابقه آواز یوروویژن ۲۰۰۶ | تینا کارول          | انگلیسی                    | "Show Me Your Love"                   | ۷                   | ۱۴۵                 | ۷                    | ۱۴۶                  |
| مسابقه آواز یوروویژن ۲۰۰۷ | ورکا سردوچکا        | زبان آلمانی, انگلیسی       | "Dancing Lasha Tumbai"                | ۲                   | ۲۳۵                 | Top 10 Previous Year | Top 10 Previous Year |
| مسابقه آواز یوروویژن ۲۰۰۸ | آنی لوراک           | انگلیسی                    | "Shady Lady"                          | ۲                   | ۲۳۰                 | ۱                    | ۱۵۲                  |
| مسابقه آواز یوروویژن ۲۰۰۹ | سوتلانا لوبادا      | انگلیسی                    | "Be My Valentine! (Anti-Crisis Girl)" | ۱۲                  | ۷۶                  | ۶                    | ۸۰                   |
| مسابقه آواز یوروویژن ۲۰۱۰ | آلیوشا (خواننده)    | انگلیسی                    | "Sweet People"                        | ۱۰                  | ۱۰۸                 | ۷                    | ۷۷                   |
| مسابقه آواز یوروویژن ۲۰۱۱ | میکا نیوتن          | انگلیسی                    | "Angel"                               | ۴                   | ۱۵۹                 | ۶                    | ۸۱                   |
| مسابقه آواز یوروویژن ۲۰۱۲ | گیتانا (خواننده)    | انگلیسی                    | "Be My Guest"                         | 15a                 | ۶۵                  | ۸                    | ۶۴                   |
| مسابقه آواز یوروویژن ۲۰۱۳ | زلاتا اوگنویچ       | انگلیسی                    | "Gravity"                             | ۳                   | ۲۱۴                 | ۳                    | ۱۴۰                  |
| مسابقه آواز یوروویژن ۲۰۱۴ | ماریا یارمچاک       | انگلیسی                    | "Tick-Tock"                           | ۶                   | ۱۱۳                 | ۵                    | ۱۱۸                  |
| مسابقه آواز یوروویژن ۲۰۱۵ | Did not participate | Did not participate        | Did not participate                   | Did not participate | Did not participate | Did not participate  | Did not participate  |
| مسابقه آواز یوروویژن ۲۰۱۶ | جامالا              | انگلیسی، زبان تاتاری کریمه | "۱۹۴۴ (ترانه)"                        | ۱                   | ۵۳۴                 | ۲                    | ۲۸۷                  |
| مسابقه آواز یوروویژن ۲۰۱۷ | او. توروالد         | انگلیسی                    | "Time"                                | ۲۴                  | ۳۶                  | Host country         | Host country         |
| مسابقه آواز یوروویژن ۲۰۱۸ | ملووین              | انگلیسی                    | "Under the Ladder"                    | ۱۷                  | ۱۳۰                 | ۶                    | ۱۷۹                  |
| مسابقه آواز یوروویژن ۲۰۱۹ | Maruv               | انگلیسی، آلمانی            | "Siren Song"                          | کناره‌گیری کرد       | کناره‌گیری کرد       | کناره‌گیری کرد        | کناره‌گیری کرد        |
| مسابقه آواز یوروویژن ۲۰۲۰ |                     |                            |                                       |                     |                     |                      |                      |